# Weidingen
Weidingen es un municipio situado en el distrito de Eifelkreis Bitburg-Prüm, en el estado federado de Renania-Palatinado (Alemania). Tiene una población estimada, a finales de 2020, de 166 habitantes.
Está ubicado al noroeste del estado, en la región de Eifel, cerca de la frontera con Luxemburgo y al norte de la ciudad de Tréveris y del río Mosela —un afluente del Rin por la izquierda—.